# Železniční trať Podlugovi–Droškovac

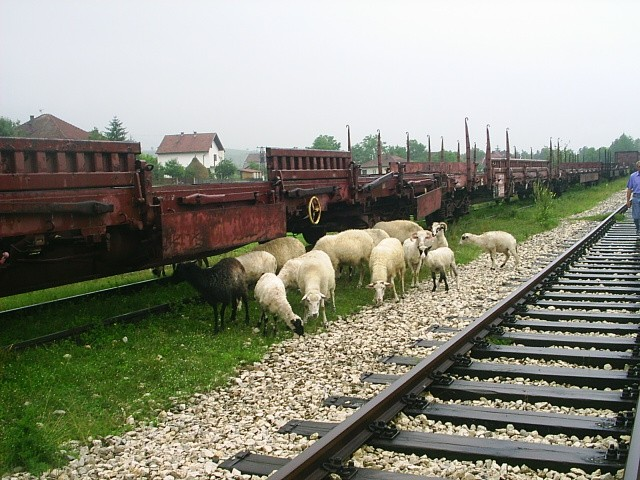
Ovce na nádraží v Breze.

Železniční trať Podlugovi–Droškovac (bosensky Željeznička pruga Podlugovi–Droškovac) se nachází v centrální části Bosny a Hercegoviny. Je jednokolejná, neelektrizovaná a dlouhá 26 km. Vedena je severo-jižním směrem v údolí řeky Stavnja. Nachází se na ní několik mostů a tunelů; tunely mají celkovou délku 3440 m a mosty/viadukty 334 m. Trať je vedena v jižní části v otevřeném údolí řeky, severní část se nachází v uzavřeném kaňonu. 
Trať nahradila původní úzkokolejnou trať Podlugovi–Vareš, která sloužila od roku 1895. Současná trať o standardním rozchodu kolejí byla otevřena v roce 1953. Důvodem modernizace a prodloužení trati byla potřeba nákladní dopravy, především obsluhy povrchového dolu železné rudy a uhlí nedaleko na sever od obce Vareš Majdan. Rozhodnutí o modernizaci trati padlo v roce 1946. Byla budována v letech 1951–1953 a jako jedna z mála tratí v Bosně a Hercegovině ve své době nevznikala v rámci programu Pracovních akcí mládeže (ORA). 
Přestože se jednalo o úsek, který by při prodloužení do města Banovići umožnil podstatným způsobem zkrátit železniční spojení mezi Bělehradem a Sarajevem (na tři hodiny), nedošlo nikdy k prodloužení trati dále na sever. A to i přesto, že by z Vareše bylo možné snadněji vozit uhlí do elektráren v blízkosti města Tuzly. V současné době[kdy?] je trať v provozu pro osobní dopravu pouze do stanice Vareš Majdan.[zdroj?]

## Stanice
- Podlugovi
- Župča
- Breza
- Dabravina
- Stavnja
- Vareš
- Droškovac